# Дивани-Хикмет
Дивани-Хикмет (азерб. Divani-Hikmət) — азербайджанское литературное общество, основанное Мирза Шафи Вазехом в Гяндже в 1820-х годах.

## История
Изначально такие поэты, жившие в Гяндже, как Мирза Мухаммедтагы, Мирза Мехди Наджи, Шейх Ибрагим Гюдси, Ага Исмаил Зябих, Хаджи Сеид Зиядханзаде, собирались у Мирза Шафи Вазеха и проводили различные дискуссии о науке и поэзии. Однако общество не имело какого-либо именования. Название «Дивани-Хикмет» произошло от темы занятий и медресе, где преподавал Вазех. Собрания общества начинались с того, что Мирза Шафи читал стихотворение, а остальные с ним состязались. Иногда участники группы собирались дома друг у друга, а затраты оплачивал хозяин. В 1850 году Мирза Шафи Вазех переезжает в Тифлис и там продолжает деятельность общества. В Гяндже же группой начинает руководить Мирза Мехди Наджи. «Дивани-Хикмет» находит широкую популярность среди масс и его деятельность распространяется и в других городах: Шеки, Шуша, Шемахы, Губа, Тебриз и Ардебиль. Такие известные поэты и учёные, как Мирза Юсиф Видади, Мирза Яхья Музтар, Фазил-хан Шейда, Зикри Ардебили, приходили состязаться с членами общества.

Среди участников был также юный Мирза Фатали Ахундов. «Дивани-Хикмет», в отличие от других литературных обществ, носил не только литературный, но и философский характер. В нём шло соревнование за лучшие стихотворения. Одновременно там поднимались и обсуждались философские вопросы. После читки стихотворения каждый из членов общества высказывал свое мнение, а потом начинались оживленные споры. Аббасгулу-ага Бакиханов также был его активным участником. Немецкий ученый и поэт Фридрих Боденштедт, который был активным участником группы, описывал споры между Бакихановым и Вазехом: 

«Горячие и частые споры, возникавшие между ними, приводили их в радостное возбуждение. Каждый из них, приводя примеры из Корана и Саади, Хафиза, Физули, старался доказать другому, что эти корифеи литературы являются живым олицетворением всей мудрости на земле. Между ними часто происходило состязание в чтении чужих и собственных стихов. Во время споров каждая мысль сопровождалась цитатой из стихов. К сожалению, споры между ними становились такими горячими, что я не успевал записать что-нибудь связное».
Русские, грузинские, польские и другие общественные деятели в Тифлисе часто приходили на собрания общества, обсуждали и дискутировали восточную литературу. Среди них были Иван Григорьев, Иван Сливицкий, Лазарь Будагов, Иосиф Мамецевин и Георг Розен. Общество прекратило свою деятельность в Тифлисе после смерти Мирза Шафи Вазеха, а в Гяндже — после смерти Мирза Мехди Наджи.

## Участники
- Мирза Шафи Вазех
- Мирза Мехди Наджи
- Шейх Ибрагим Гюдси
- Ага Исмаил Зябих
- Хаджи Сеид Зиядханзаде
- Хаджи Абдуллах
- Молла Абдуллах
- Молла Аббас Шёля
- Аббасгулу-ага Бакиханов
- Мирза Хасан Ордубади
- Мирза Мухаммедтагы
- Мирза Фатали Ахундов
- Мирза Яхья Музтар
- Мирза Юсиф Видади
- Хаджи Юсиф Гане
- Фридрих Боденштенд
- Иван Григорьев
- Иван Сливицкий
- Лазарь Будагов
- Иосиф Мамецевин
- Георг Розен